# Daniel Roebuck
Daniel Randall James Roebuck (ur. 4 marca 1963 w Bethlehem) – amerykański aktor, scenarzysta, reżyser i producent filmowy.

## Życiorys
Urodził się w Bethlehem w Pensylwanii, gdzie w 1981 ukończył Bethlehem Catholic High School. Jego rodzina miała pochodzenie niemieckie, a także polskie, węgierskie i słowackie. W wieku 10 lat występował na pokazach talentów jako stand-uper. Mając 12 lat podróżował z regionalnym cyrkiem jako klaun. 
W latach 1982–1983 grał w przedstawieniu Urodzeni wczoraj w Pennsylvania Stage Company w Allentown. Przeniósł się do Los Angeles, kiedy skończył 21 lat, znalazł pracę na scenie Los Angeles Theatre Center w spektaklu Sarkofag jako operator licznika Geigera i dostał rolę nastoletniego mordercy Samsona w młodzieżowym dramacie kryminalnym W zakolu rzeki (River’s Edge, 1986) u boku Crispina Glovera, Keanu Reevesa i Dennisa Hoppera. 
W serialu Matlock (1992–1995) został obsadzony jako Cliff Lewis, asystent prawnika i prywatny detektyw – partner Andy’ego Griffitha. W dreszczowcu sensacyjnym Andrew Davisa Ścigany (The Fugitive, 1993) i spin-off Wydział pościgowy (U.S. Marshals, 1998) grał zastępcę Biggsa. W serialu policyjnym NBC Nash Bridges (1996) dostał rolę skorumpowanego inspektora Ricka Bettiny. W serialu ABC Zagubieni (2005–2010) wystąpił jako nauczyciel przedmiotów ścisłych dr Leslie Artz.

## Filmografia
Obsada aktorska

### Filmy
- 1993: Ścigany (The Fugitive) jako zastępca USA marszałek Bobby Biggs
- 1997: KasaMowa (Money Talks) jako detektyw  Williams
- 1998: Wydział pościgowy (U.S. Marshals) jako zastępca marszałek Bobby Biggs
- 2000: Oszukać przeznaczenie (Final Destination) jako agent Weine
- 2002: Byliśmy żołnierzami (We Were Soldiers) jako dowódca Medevac
- 2002: Jaś i Małgosia (Hansel & Gretel) jako tato
- 2003: Agent Cody Banks jako pan Banks
- 2004: Agent Cody Banks 2: Cel Londyn jako pan Banks
- 2005: Bękarty diabła (The Devil’s Rejects) jako Morris Green
- 2005: Wyznania nałogowej karierowiczki jako Alex
- 2007: Halloween jako Lou 'Big Lou' Martini
- 2008: Przebłysk geniuszu (Flash of Genius) jako Frank Sertin
- 2009: The Haunted World of El Superbeasto jako Morris Green (głos)
- 2009: Halloween II jako Lou 'Big Lou' Martini
- 2011: To cały ja] (That’s What I Am) jako Jim Nichol
- 2016: 31 jako pastor Victor

### Seriale
- 1986: Statek miłości jako S. C. U. Lambda
- 1987: Matlock jako dr Bobby Shaw
- 1988–89: Matlock jako Alex Winthrop
- 1991: Star Trek: Następne pokolenie jako cywil Romulan Jaron
- 1992: Matlock jako prokurator pan Sodowsky
- 1992: Zagubiony w czasie jako Neil Lindhurst
- 1992–1995: Matlock jako Cliff Lewis
- 1996: Nowe przygody Supermana jako Herkimer Johnson
- 1996–2000: Nash Bridges jako inspektor Rick Bettina
- 1997: Kameleon jako Daniel Carlson
- 1998: Mściciel jako William Hargess
- 1999: Diabli nadali jako oficer Jeffrey
- 2000: Sprawy rodzinne jako Bruce
- 2000: Prezydencki poker jako porucznik Buckley
- 2001: Jordan jako George Falk
- 2002: Nowojorscy gliniarze jako Dave Burgess
- 2002: Potyczki Amy jako Alvin Twycoff
- 2002: Sześć stóp pod ziemią jako seksoholik
- 2002: Zwariowany świat Malcolma jako pracownik zoo Randy
- 2003: Jak pan może, panie doktorze? jako pan Stoler
- 2003: Babski oddział jako Ronald Crenshaw
- 2003: Ostry dyżur jako Kyle Martin
- 2005: Prawo i porządek jako Nathaniel Prentiss
- 2005: Gotowe na wszystko jako Joe Flannery[6]
- 2005: Dowody zbrodni jako Butch Beard
- 2005: Detektyw Monk jako Larry Zwibell
- 2005–2010: Zagubieni jako dr Leslie Artz
- 2006: Agenci NCIS jako Matthew Lake
- 2006: Podkomisarz Brenda Johnson jako Alan Roth
- 2006: Krok od domu jako Wielki Freddy Wade
- 2006: Orły z Bostonu jako Russell Blayney
- 2008: Kości jako George Francis
- 2009: Czarodzieje z Waverly Place jako
- 2009: Gra pozorów jako Paul Tivnan
- 2009–2011: Słoneczna Sonny jako pan Condor
- 2010–2012: Glee jako Paul Karofsky
- 2011–2015: Grimm jako Peter Orson
- 2012: Trawka jako detektyw Jensen
- 2012: Castle jako Joe Silva
- 2015: Transformers: Robots in Disguise jako Malodor (głos)
- 2015: Agenci T.A.R.C.Z.Y. jako John Donnelly
- 2015–2016: Człowiek z Wysokiego Zamku jako Arnold Walker
- 2016: Zabójcze umysły jako Mike Thompson
- 2018–2019: 9-1-1 jako Norman Peterson

### Gry komputerowe
- 2011: L.A. Noire jako Mark Bishop (głos)
- 2019: Star Wars Jedi: Upadły zakon jako Greez Dritus (głos)